# Put Your Hand Inside the Puppet Head
Put Your Hand Inside the Puppet Head è la canzone di esordio che hanno scritto i They Might Be Giants. Si trova nella 1985 Demo Tape, come traccia di apertura, e nell'album omonimo, They Might Be Giants.
Put Your Hand Inside the Puppet Head venne scelta come singolo, che venne pubblica su vinile e su CD.

## Tracce
1. Put Your Hand Inside the Puppet Head
2. Put Your Hand Inside the Puppet Head (video)